# فرودگاه جان سی. تیون
فرودگاه جان سی. تیون (به انگلیسی: John C. Tune Airport) یک فرودگاه همگانی بهره‌برداری هوایی است که یک باند فرود آسفالت دارد و طول باند آن ۱۶۷۶ متر است. این فرودگاه در شهر نشویل کشور ایالات متحده آمریکا قرار دارد و در ارتفاع ۱۵۱ متری از سطح دریا واقع شده‌است.